# Upucerthia jelskii
Upucerthia jelskii là một loài chim trong họ Furnariidae.